# Баги Бабур
Баги Бабур (пушту  باغ بابر‎, перс. باغ بابر‎; также встречаются названия сад Бабура и сады Бабура) — парковый комплекс в Афганистане, расположен неподалеку от города Кабула. Назван в честь своего владельца Бабура, основателя империи Великих Моголов. Бабур, помимо этого, увлекался разведением садов. Баги Бабур является одной из достопримечательностей страны. Отличается тщательной продуманностью посадок; в прошлом в нём выращивались многие уникальные растения. Среди них были различные сорта фруктов, бахчевых и многое другое, что ранее вовсе не встречалось на данной территории.

## Галерея

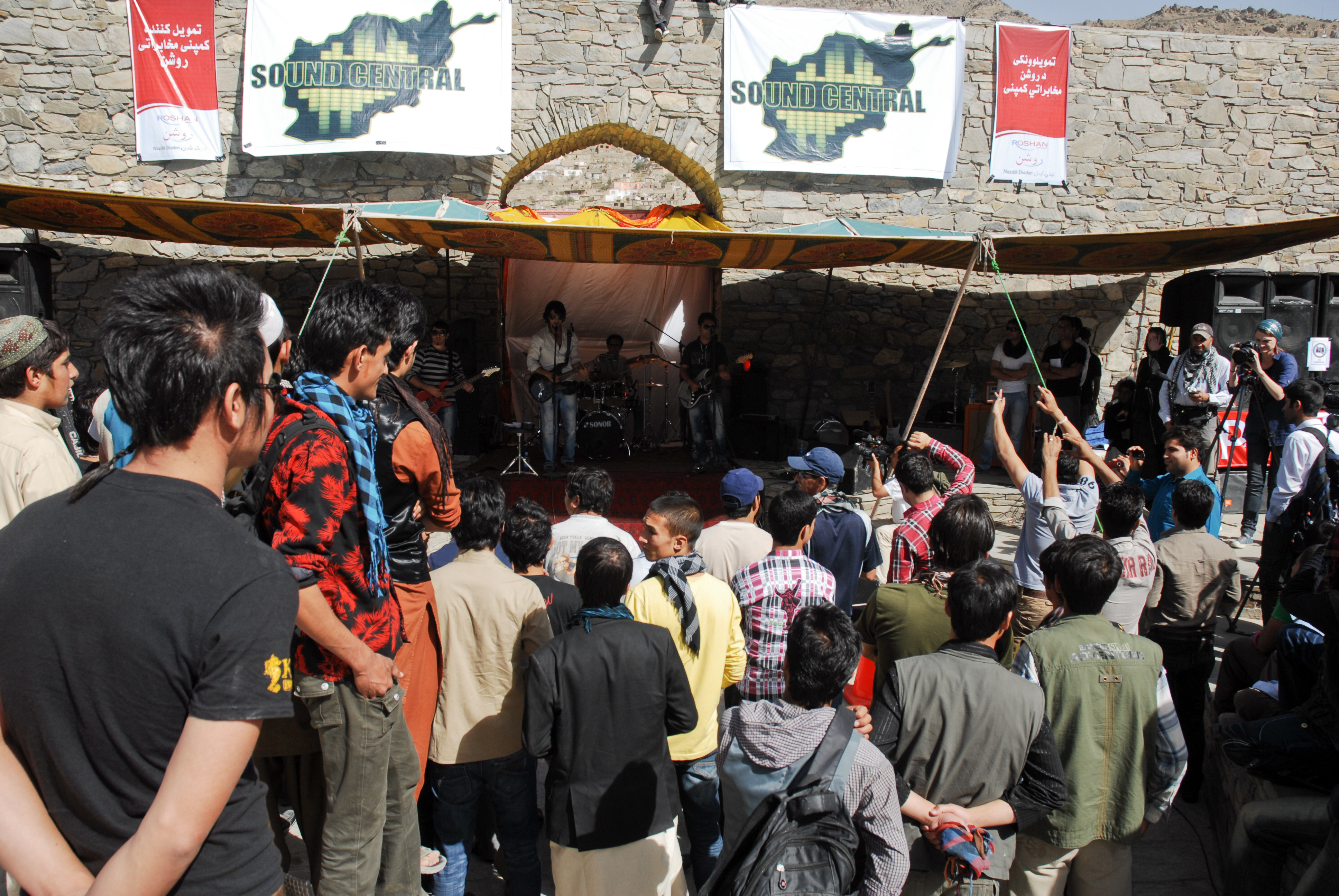
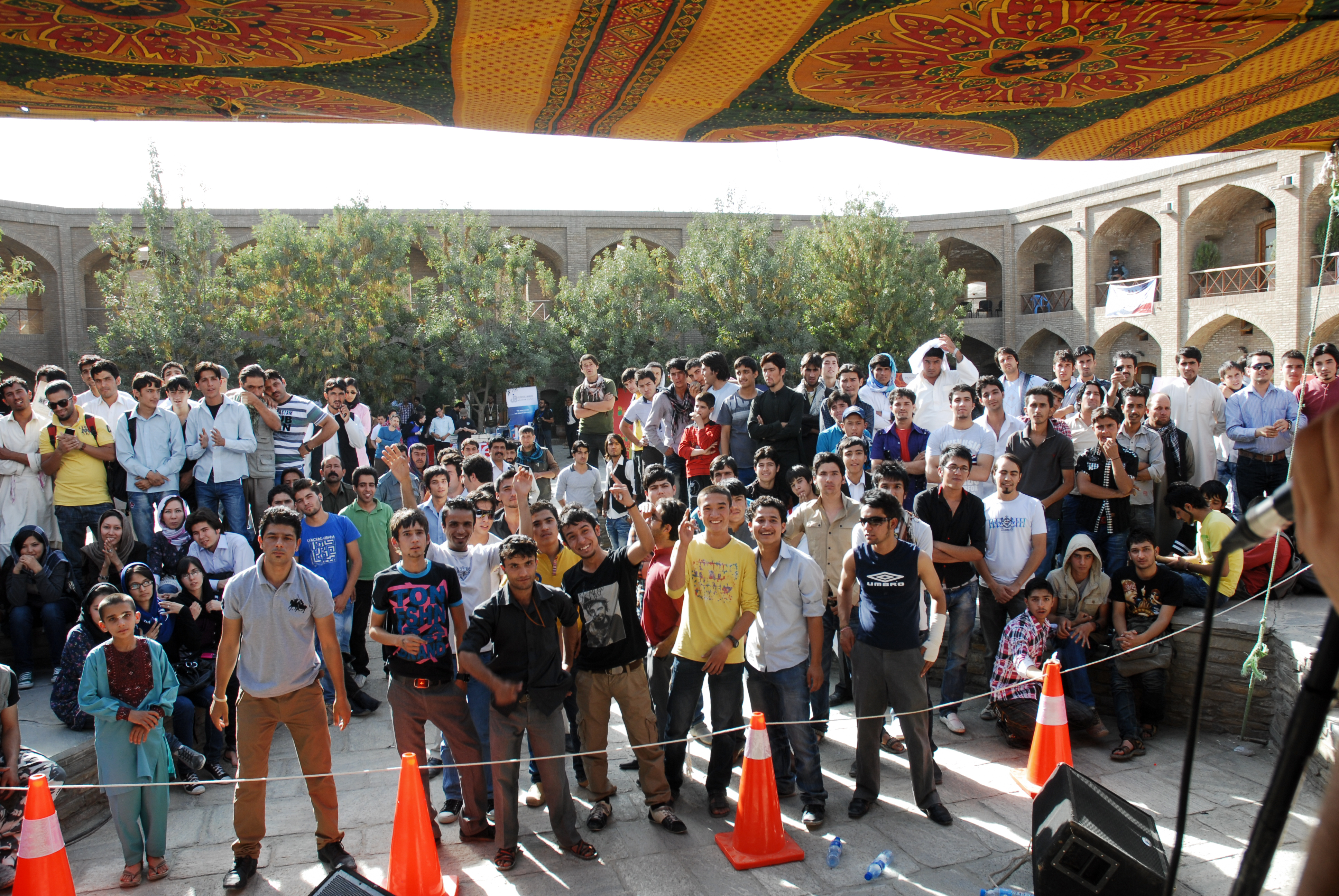
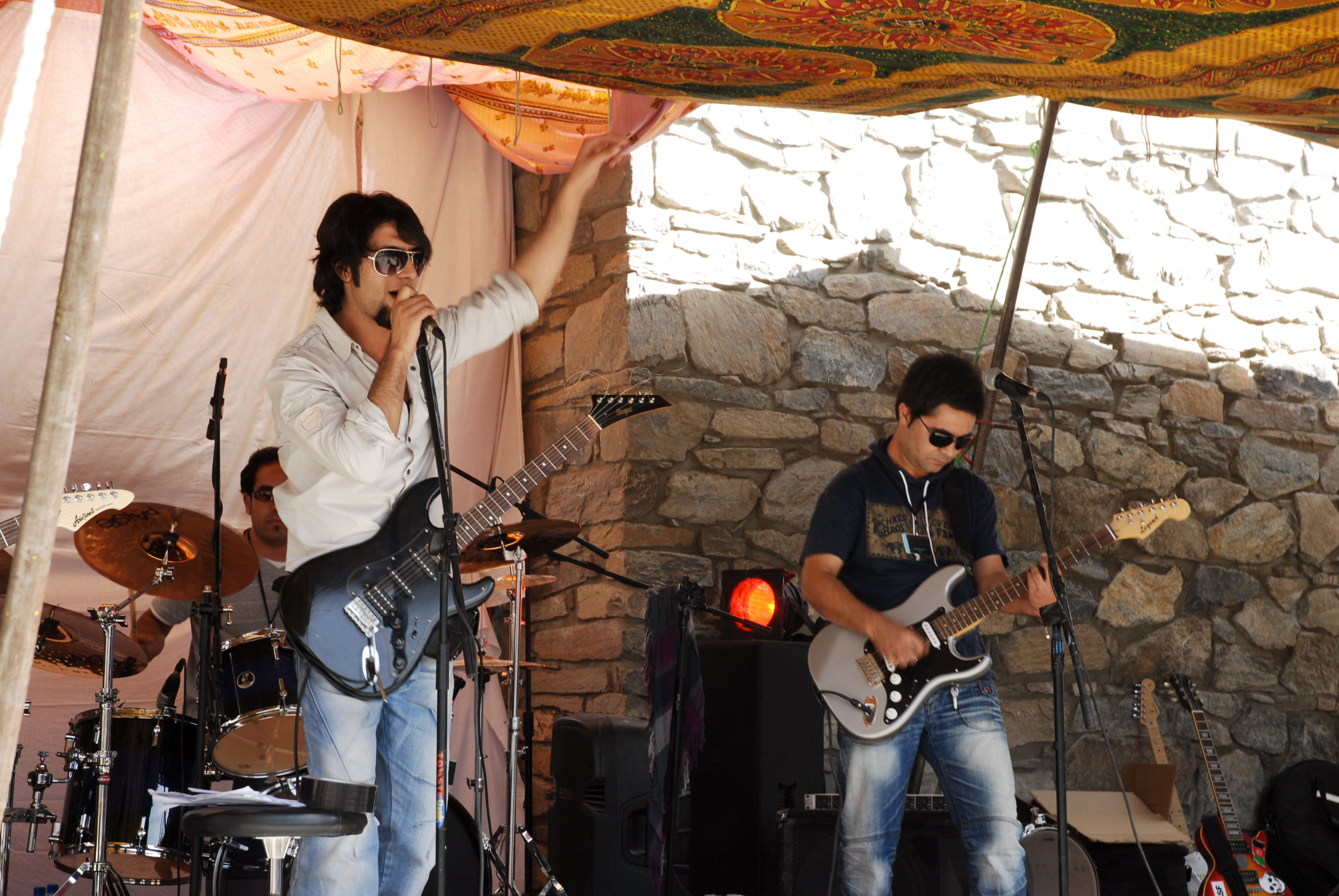
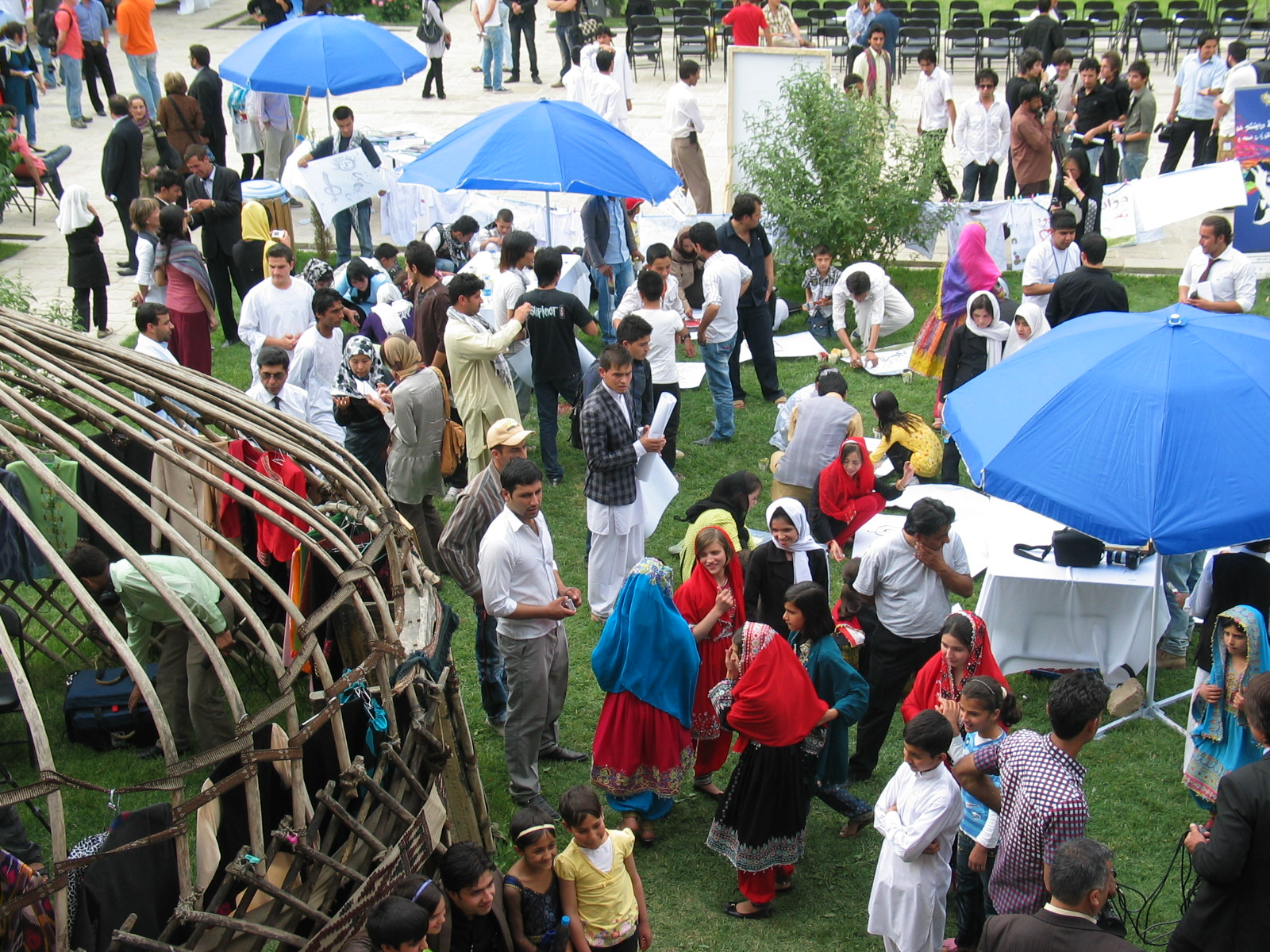
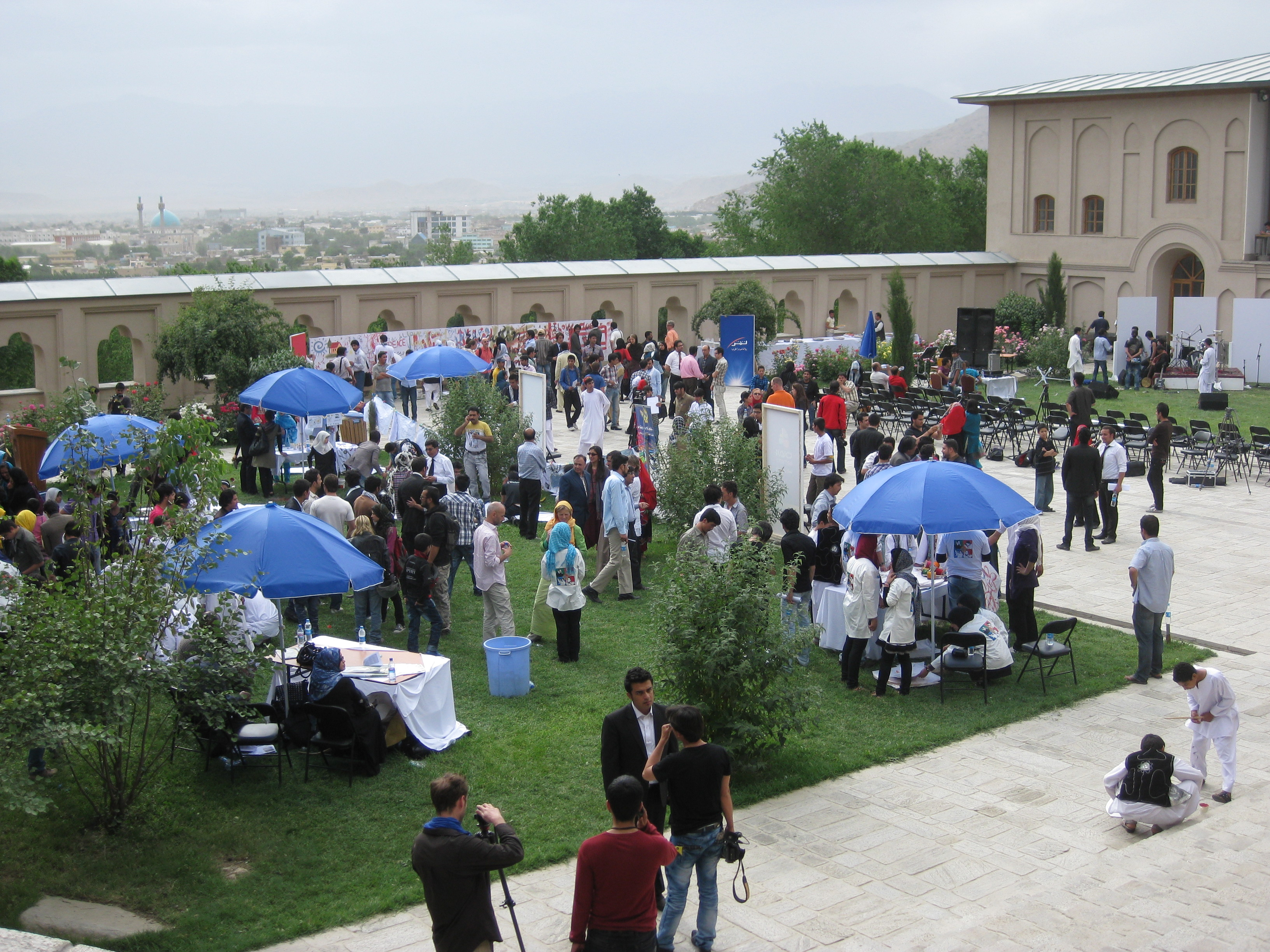
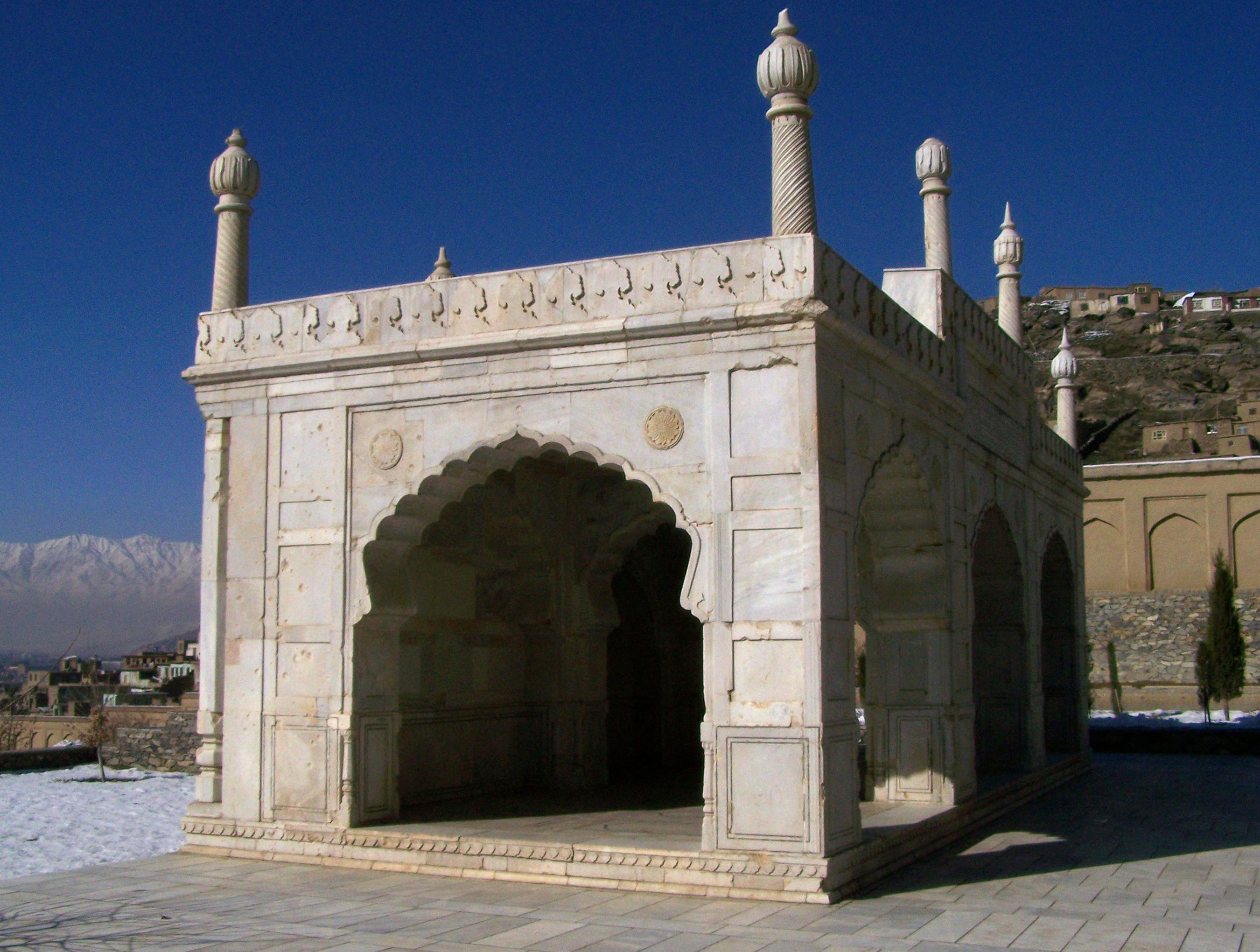
Маленькая мечеть внутри садов
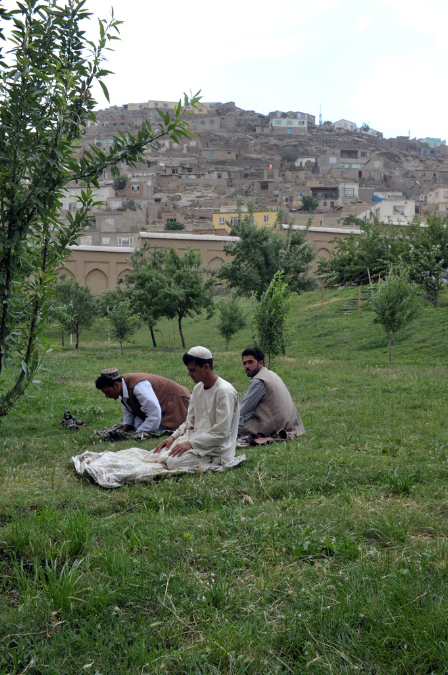
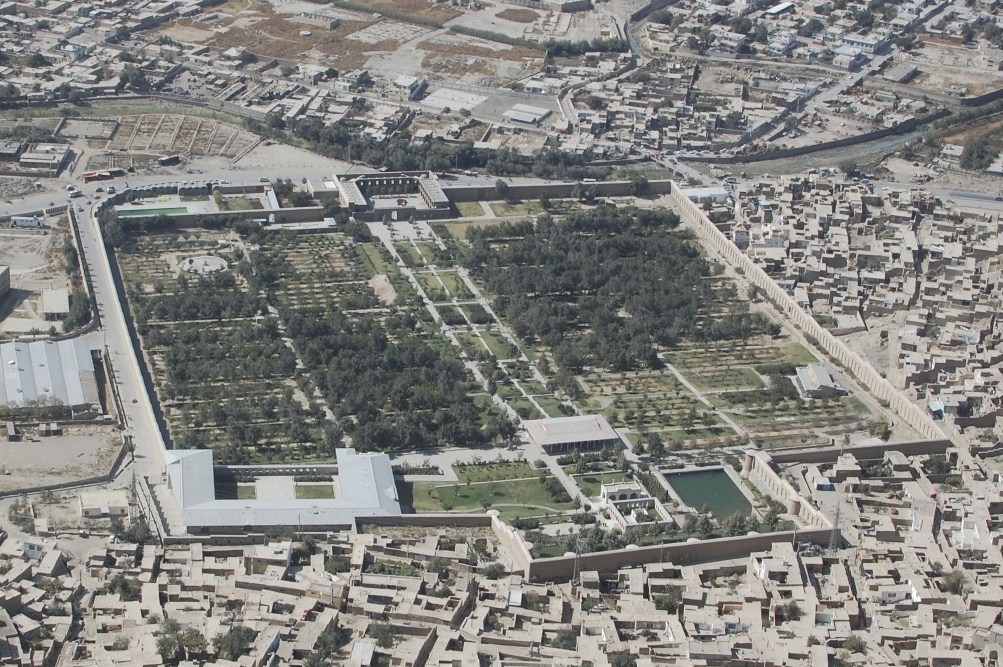
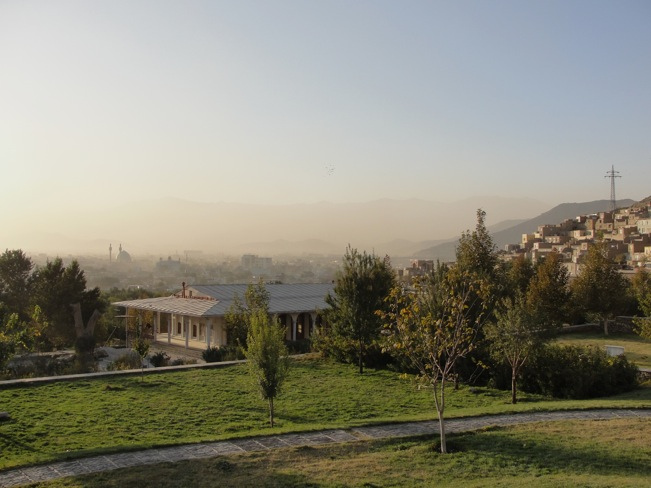
Осень 2010
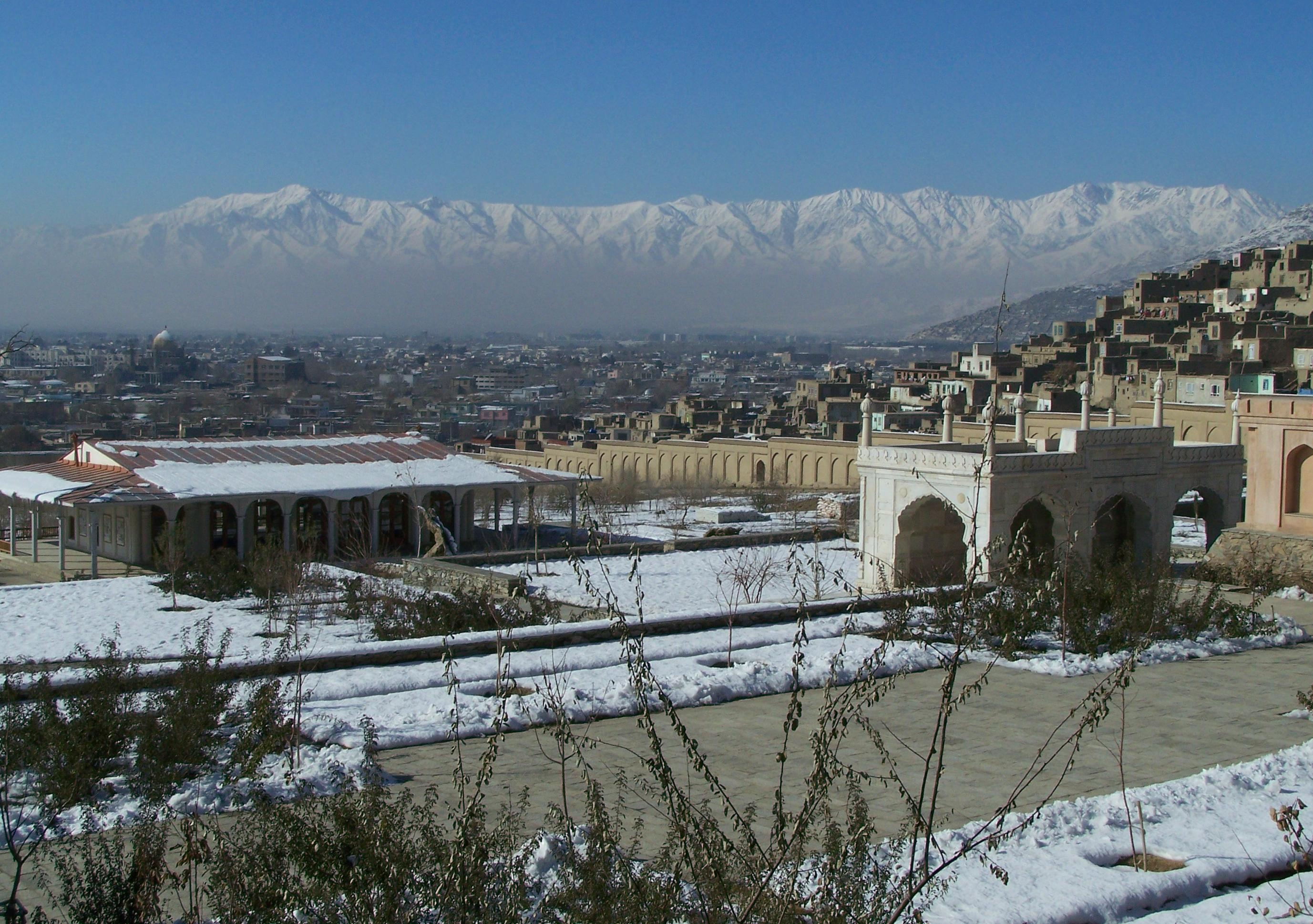
Зима 2006